# Kanczyl ciemny
Kanczyl ciemny, kanczyl filipiński (Tragulus nigricans) – gatunek endemicznego ssaka z rodziny kanczylowatych (Tragulidae) występujący na filipinach.

## Występowanie
Zamieszkujący filipińskie wyspy: Balabac oraz Bugsuc. Kiedyś występował również na wyspie Ramos, jednak podczas badań nie wykryto śladów jego obecności. 

## Charakterystyka
Prowadzą samotniczy, nocny tryb życia. Samce posiadają wydłużone kły, służące do walk o samicę. Odżywia się pokarmem roślinnym. Długość ciała 40–47,5 cm, ogona 6,5 cm, wysokość w kłębie 18 cm. Żyje do 11 lat. Zagrożony wyginięciem z powodu kłusownictwa.

## Ochrona
W Czerwonej księdze gatunków zagrożonych Międzynarodowej Unii Ochrony Przyrody i Jej Zasobów został zaliczony do kategorii EN (ang. endangered  ‘zagrożony’).
W Polsce program ochrony gatunku prowadzi Ogród Zoologiczny we Wrocławiu, w którym kanczyle ciemne z powodzeniem się rozmnażają.